# Fegen (naturreservat, Jönköpings län)
Fegen naturreservat är ett naturreservat i Gislaveds kommun i Jönköpings län. Reservatet omfattar nordöstra delen av sjön Fegen med omgivande skog och gränsar till motsvarande reservat i angränsande län; Fegen (naturreservat, Västra Götalands län) och Fegen (naturreservat, Hallands län). 
Området är naturskyddat sedan 1980 och är 2 071 hektar stort. 